# Friedrich Bierschenk
Friedrich Bierschenk (* 20. November 1907 in Berlin; † 18. Oktober 1974 ebenda) war ein deutscher Politiker (SPD).
Friedrich Bierschenk besuchte eine Volksschule und machte eine Lehre bei der Allgemeinen Ortskrankenkasse (AOK) in Berlin-Lichterfelde. Ab 1941 war er bei der Wehrmacht, zuletzt als Sanitätsfeldwebel.
Nach dem Zweiten Weltkrieg kehrte Bierschenk 1946 nach Berlin zurück und arbeitete bei der AOK Berlin. Er trat der SPD bei und wurde bei der Berliner Wahl 1954 in die Bezirksverordnetenversammlung (BVV) im Bezirk Steglitz gewählt. Da Klaus Dieter Arndt Bundestagsabgeordneter wurde, rückte Bierschenk im Oktober 1965 in das Abgeordnetenhaus von Berlin nach, schied aber im März 1967 aus dem Parlament aus.
Ab 1954 war Bierschenk Mitglied des Vorstands der Freien Volksbühne Berlin, später auch Vorsitzender der Arbeiterwohlfahrt (AWO) in Steglitz.